# Littérature samoane
La littérature des Samoa a souvent été réduite à un seul auteur, à savoir un chef de tribu nommé Agaese (mais souvent nommé Touiavii, signifiant en réalité "chef"). Ses propos auraient été consignés puis rapportés par l'Allemand Erich Scheurmann vers 1920. Ils ont fait l'objet du livre Le Papalagui, disponible en une quinzaine de langues et vendu à des millions d'exemplaires.
Le mot Papalagui signifie littéralement le pourfendeur du ciel, en référence aux missionnaires colons allemands qui débarquèrent à Samoa en voiliers et dont les voiles blanches furent prises pour des trous dans le ciel. Par extension, le Papalagui désigne l'homme blanc européen et ce livre s'attache à décrire son mode de fonctionnement, de pensée, etc. vu par un chef de tribu du début du siècle dernier.
Il fut cependant avéré, plus de 80 ans après sa parution, que ce recueil de pensées n'est que l'interprétation par Scheurmann des propos de ce chef de tribu. Ils se sont réellement fréquentés de longues années durant, mais Scheurmann a imaginé son voyage en Europe. Il a structuré le propos afin de le rendre accessible au public européen et lui donner une force critique plus importante. Les références à la Première Guerre mondiale et aux bienfaits de la foi chrétienne semblent ainsi émaner directement de la pensée de l'auteur allemand.
Pour découvrir des écrits samoans contemporains et authentiques, on peut s'orienter vers les auteurs Albert Wendt ou Sia Figiel, ou encore Fay Alailima, Ulafala Aiavao, Faumuina Lance Polu, Sapa'u Ruperake Petaia et Savea Sano Malifa.

### Livres de Sia Figiel
- « The girl in the moon circle », Suva (Fiji) : Mana publications, 1996 ; « La petite fille dans le cercle de la lune » trad. par Céline Schwaller, Paris : J'ai lu (J'ai lu, 6429), 2002 ; Arles : Actes Sud (Babel, 779), 2006
- « Where we once belonged », Auckland : Pasifika press, 1996 ; « L'île sous la lune » trad. par Céline Schwaller, Arles : Actes Sud, 2001
- « To a young artist in contemplation » poetry and prose, Suva (Fiji) : Pacific Writing Forum, University of the South Pacific, 1998
- « They who do not grieve », Auckland : Random house, 1999 ; « Le tatouage inachevé » trad. par Céline Schwaller, Arles : Actes Sud, 2004
- « Les danseurs » nouvelle traduite par Céline Schwaller, in Douze écrivains néozélandais, publié à l'occasion des Belles Étrangères, Paris : Sabine Wespieser, 2006

### Livres d'Albert Wendt
- « The birth and death of the miracle man, and other stories », Harmondsworth, New York : Viking, 1986
- « Sons for the return home », Auckland : Longman Paul, 1973
- « Flying fox in a freedom tree », Auckland : Longman Paul, 1974
- « Inside us the dead, poems 1961-1974 », Auckland : Longman Paul, 1976 ; « Au fond de nous les morts » éd. bilingue trad. de l'anglais (Samoa) par Jean-Pierre Durix, Suilly-la-Tour : Le Décaèdre, 2004
- « Pouliuli », Auckland : Longman Paul, 1977
- « Leaves of the banyan tree », Auckland : Longman Paul, 1979
- « Shaman of visions », Auckland : Auckland university press, 1984
- « Ola », Auckland : Penguin books, 1991
- « Black rainbow », Auckland : Penguin books, 1992
- « Photographs », Auckland : Auckland university press, 1995
- « The book of the black star », Auckland : Auckland university press, 2002
- « The mango's kiss », Auckland : Vintage, 2003 ; « Le baiser de la mangue » trad. de l'anglais (Samoa) par Jean-Pierre Durix, Papeete : Au Vent des îles, 2006
- « The songmaker's chair », Wellington : Huia publishers, 2004